# Berdînove, Berezivka
Berdînove (în ucraineană Бердинове) este un sat în comunei Petrovirivka din raionul Berezivka, regiunea Odesa, Ucraina.

## Demografie
Componența lingvistică a localității Berdînove
     Ucraineană (95,35%)
     Rusă (3,72%)
     Alte limbi (0,47%)
Conform recensământului din 2001, majoritatea populației localității Berdînove era vorbitoare de ucraineană (95,35%), existând în minoritate și vorbitori de rusă (3,72%).